# Europæiske Patentorganisation
Den Europæiske Patentorganisation (nogle gange forkortet EPOrg, når den skal adskilles fra den Europæiske Patentmyndighed; ét af organisationens to organer) er en offentlig international organisation, der blev oprettet i 1977 af flere medlemstater i EU, med det formål at sikre patenter i Europa under den Europæiske Patentkonvention (EPC) fra 1973. Den Europæiske Patentorganisation har sit hovedsæde i München, Tyskland, og er både administrativt og økonomisk uafhængig.
Den Europæiske Patentorganisation er ikke juridisk bundet til den Europæiske Union (EU), og har derfor også flere medlemslande, der ikke er en del af EU.

## Organer
Den Europæiske Patentorganisation har to organer; den Europæiske Patentmyndighed, hvilket fungerer som det udøvende organ, og Administrationsrådet, der fungerer som organisationens tilsynsorgan, ligesom det til dels også fungerer som det lovgivende organ. Det reelle lovgivende magt til at revidere den Europæiske Patentskonvention er dog hos medlemstaterne, når de mødes ved konferencer i organisationen.
Ud over det, findes der et Appelråd, der ikke danner et selvstændigt organ i organisationen, men er integreret i den Europæiske Patentmyndighed, er tildelt rollen som uafhængigt retsvæsen inden for organisationen. Den Europæiske Patentorganisation er derfor en international organisation, der baserer sin organisationsstruktur som en moderne stats, med princippet om magtens tredelings struktur.

### Europæiske Patentmyndighed
Uddybende artikel: Europæiske Patentmyndighed.
Den Europæiske Patentmyndighed (EPO) tildeler og sikrer europæiske patenter i henhold til den Europæiske Patentkonvention. Dets hovedkontor er beliggende i München, Tyskland, med et filial i Rijswijk (forstad til Haag, Holland), afdelinger i Berlin, Tyskland og Wien, Østrig samt en afdeling i Bruxelles, Belgien, der har til det formål at opretholde kontakt til EU. Der er planlagt opførelse af en ny EPO-bygning nær den eksisterende adresse i Rijswijk.

### Administrationsrådet
Uddybende artikel: Administrationsrådet i den Europæiske Patentorganisation.
Administrationsrådet er bestående af medlemmer fra de kontraherende stater (se afsnit om medlemsstater), og er ansvarlig for tilsynet med den Europæiske Patentmyndighed, ratificere budget og godkende de beslutninger, der bliver foretaget af patentmyndighedens formand. Rådet har desuden bemyndigelse til at ændre enkelte passager i patentkonventionen.
Den nuværende formand for Administrationsrådet er danske Jesper Kongstad, der blev valgt 29. juni 2010, og tiltrådte sin stilling den 1. juli 2010 for en periode på tre år (senere forlænget til seks år).

## Medlemsstater
Der er (pr. juni 2010) 38 kontraherende stater i patentkonventionen (EPC), også kendt som medlemsstater i den Europæiske Patentorganisation: Albanien, Østrig, Belgien, Bulgarien, Kroatien, Cypern, Tjekkiet, Danmark, Estland, Finland, Frankrig, Tyskland, Grækenland, Ungarn, Irland, Island, Italien, Letland, Liechtenstein, Litauen, Luxembourg, Makedonien, Malta, Monaco, Holland , Norge, Polen, Portugal, Rumænien, San Marino, Serbien, Slovakiet, Slovenien, Spanien, Sverige, Schweiz, Tyrkiet og det Forenede Kongerige.
Derudover er der "udvidedende stater", som ikke er kontraherende stater til patentkonventionen (EPC), men har i stedet underskrevet, der beskriver hvilken beskyttelse, som de europæiske patentansøgninger og patenter er udvidet til det pågældende land. Disse er Bosnien-Hercegovina og Montenegro. Slovenien, Rumænien, Litauen, Letland, Kroatien, Makedonien, Albanien og Serbien var alle "udvidedende stater", før de blev kontraherende stater.